# Bezirk Rann
Der Bezirk Rann (slowenisch: okraj Brežice) war ein Politischer Bezirk in der Steiermark. Der Bezirk umfasste mit den Gebieten der Gerichtsbezirke Drachenburg, Lichtenwald und Rann den südlichsten Teil der Untersteiermark.
Das Gebiet wurde nach dem Ersten Weltkrieg im Zuge des Vertrags von Saint-Germain 1919 Jugoslawien zugeschlagen und ist seit 1991 Teil der Republik Slowenien.

## Geographie
Der Bezirk Rann erstreckte sich zwischen der Save im Südwesten und der Sotla im Osten. Im Nordwesten reichte der Bezirk nördlich bis in das Save-Hügelland (slowenisch: Posavsko hribovje) und schloss im Nordosten das Kozjansko-Mittelgebirge ein.

## Geschichte
Der Bezirk Raan wurde im Zuge der Trennung der politischen von der judikativen Verwaltung
1868 aus den Gerichtsbezirken Drachenburg (slowenisch Kozje), Lichtenwald (Sevnica) und Rann (Brežice) gebildet, wobei der Bezirk eine Fläche von 10,3 Quadratmeilen mit einer Bevölkerung von 43.008 Personen umfasste.
1910 lebten im Bezirk 50.329 Menschen auf einer Fläche von 613,49 km², von der anwesenden Bevölkerung gaben 48.344 Menschen Slowenisch (96,2 %) als Umgangssprache an, 1.090 nannten Deutsch (2,2 %) als ihre Umgangssprache. 50.270 Personen waren katholischen, 52 evangelischen und 2 israelitischen Glaubens.
Durch die Grenzbestimmungen des am 10. September 1919 abgeschlossenen Vertrages von Saint-Germain musste Österreich den Bezirk Rann zur Gänze an das Königreich Jugoslawien abtreten.